# Ouveillan
Ouveillan är en kommun i departementet Aude i regionen Occitanien  i södra Frankrike. Kommunen ligger  i kantonen Ginestas som ligger i arrondissementet Narbonne. År 2022 hade Ouveillan 2 635 invånare.

## Befolkningsutveckling
Antalet invånare i kommunen Ouveillan
Referens: INSEE

## Galleri

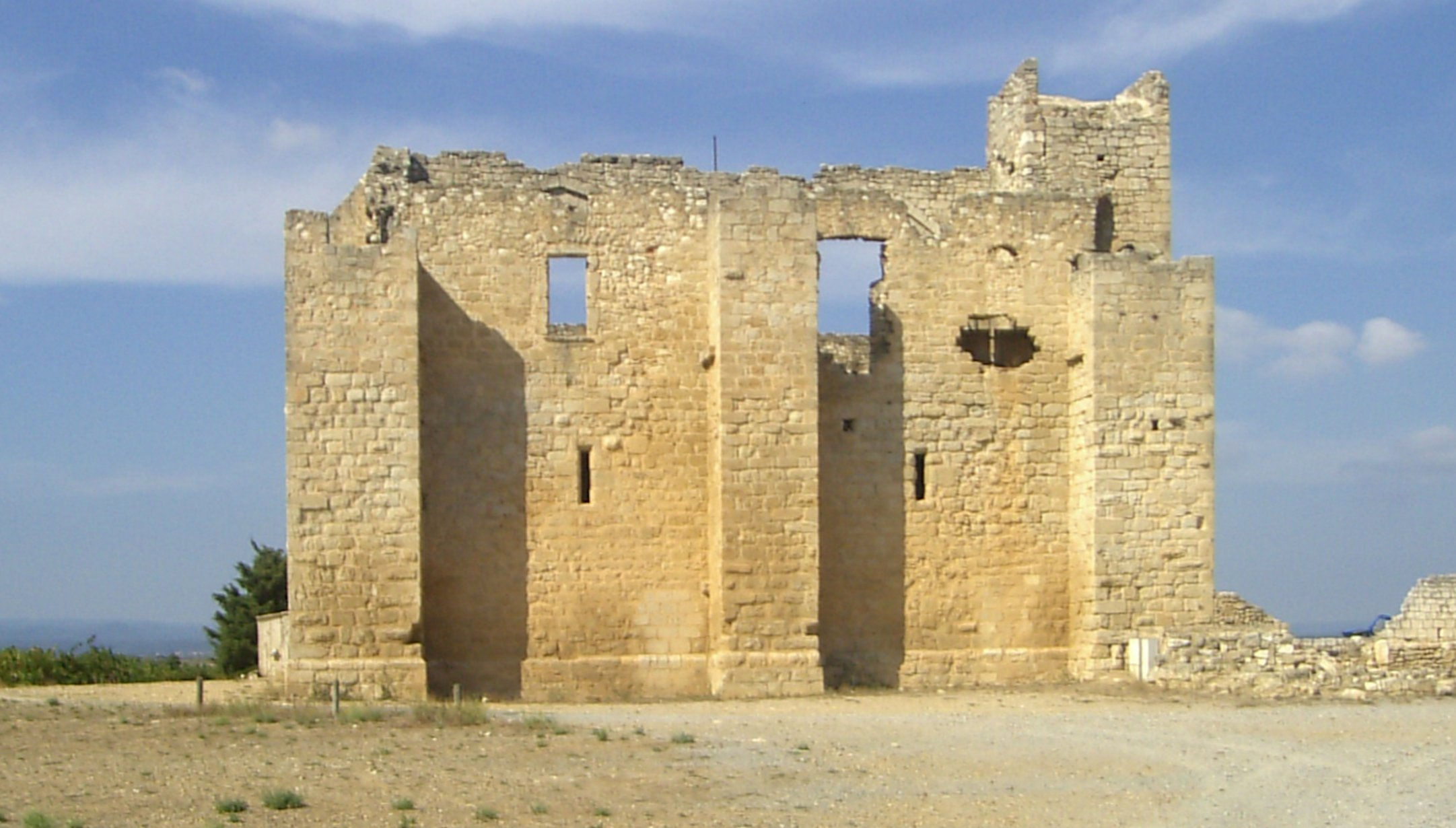
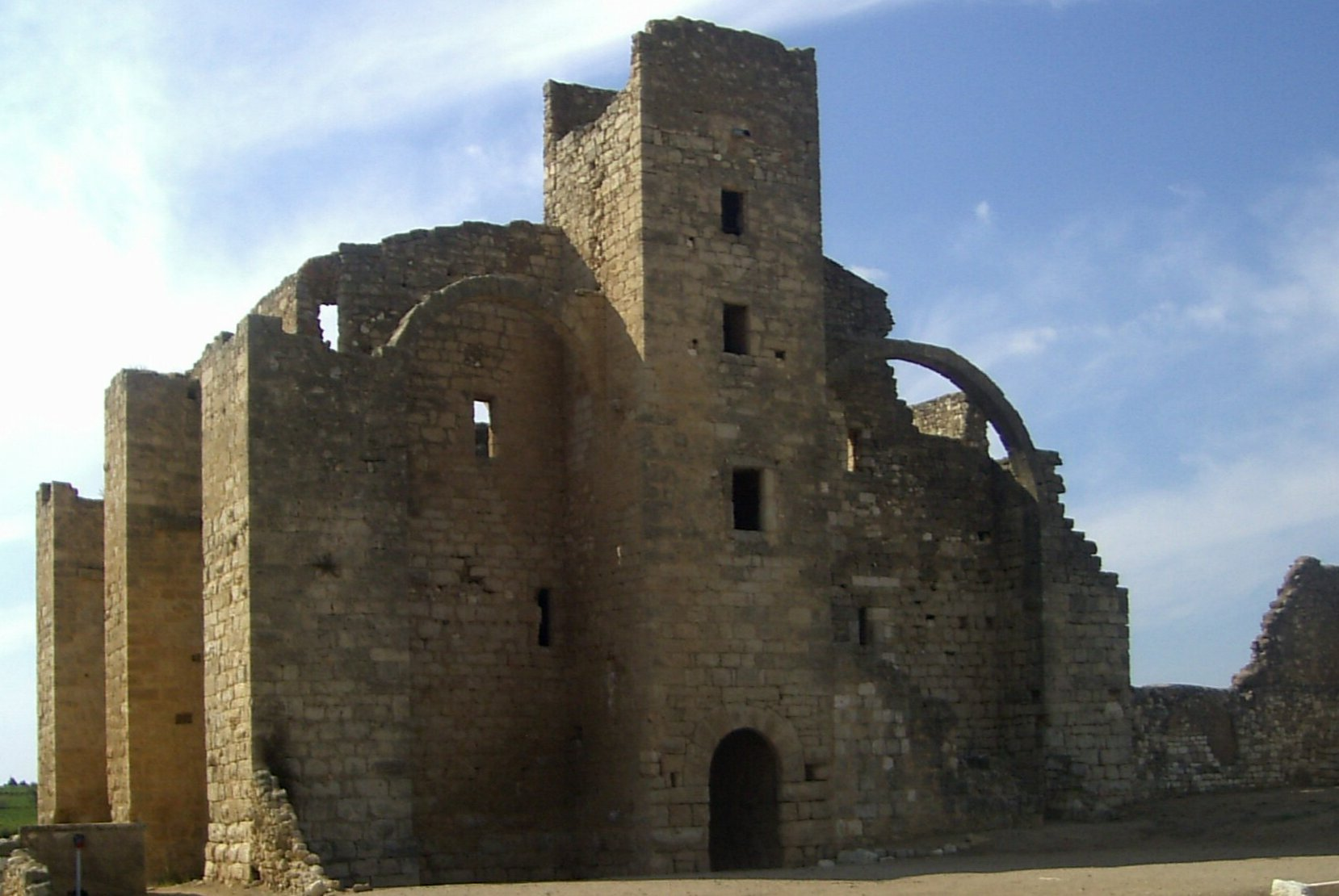